# John Hawkwood

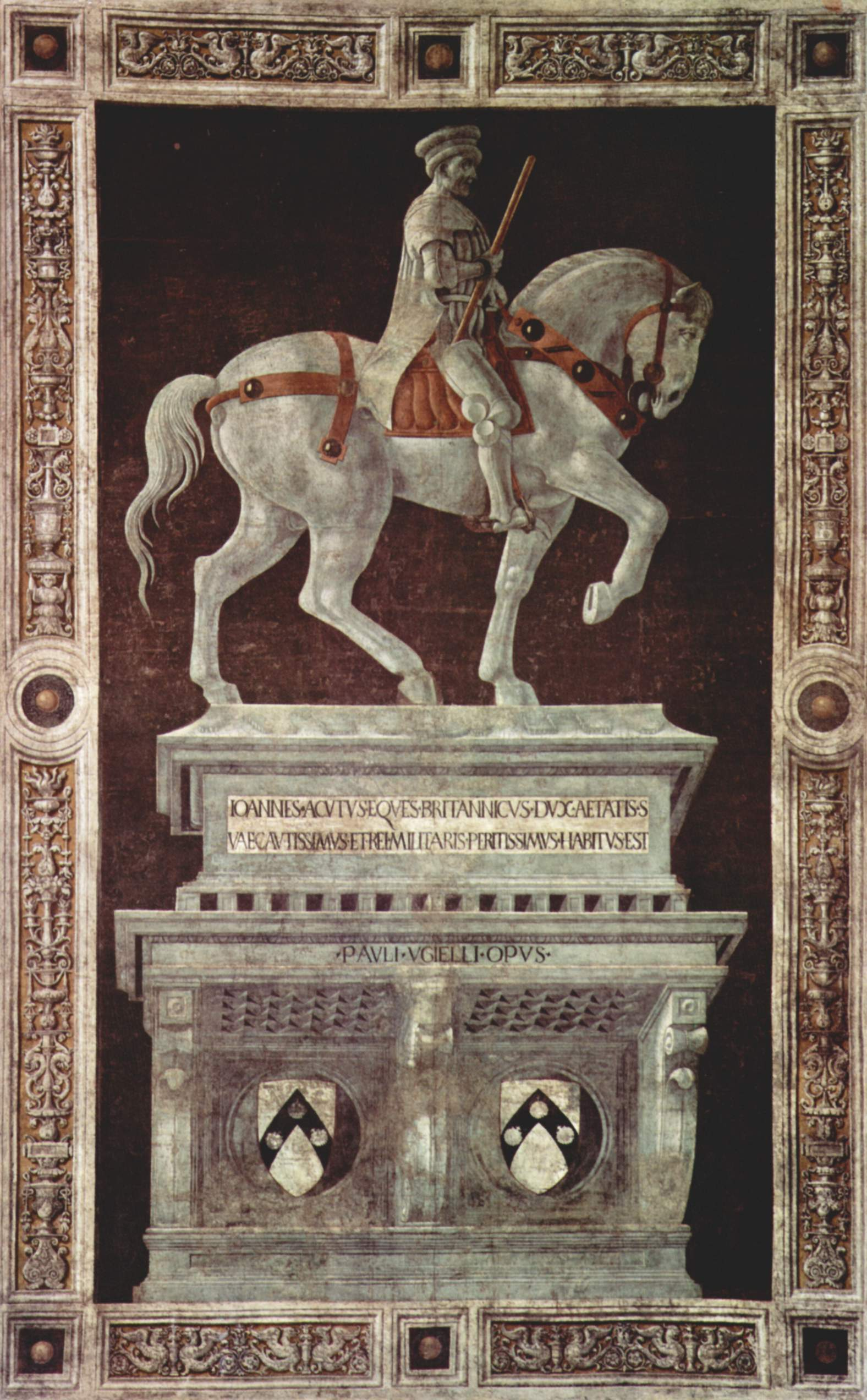
Fresc de John Hawkwood, per Paolo Uccello. Santa Maria del Fiore (Florència).

John Hawkwood (en francès Jean Haccoude; en italià Giovanni Acuto), va ser un cèlebre mercenari de l'edat mitjana que va viure al segle xiv, és considerat com el primer mercenari dels temps moderns. El nom italià li va ser atribuït per Nicolau Maquiavel.
Nascut a Anglaterra a Sible Hedingham cap a 1320, va participar en la Guerra dels Cent Anys al servei del rei Eduard III d'Anglaterra, contra França. Poc després va crear la seva pròpia companyia de guerrers i va saquejar el sud de França, en particular la Provença, abans de passar a Itàlia cap a 1360.
A la recerca de glòria i de fortuna es va unir als pisans a la seva lluita contra els florentins el 1364, després va entrar al servei dels vescomtes de Milà. En aquesta ciutat es va casar amb la filla de Barnabo Visconti, duc de Milà.
Quan la guerra de Gregori XI contra Milà va acabar l'any 1375, molts florentins temien que el papa tornés la seva atenció militar cap a la Toscana i Florència va acordar un pacte de no agressió amb Hawkwood, el principal comandant militar de Gregori XI, per un cost de 130.000 florins, extrets del clergat, bisbes, abats, monestirs i institucions eclesiàstiques locals, per un comitè de vuit membres nomenat per la Senyoria de Florència, l'Otto dei Preti. Hawkwood també va rebre un sou anual de 600 florins durant els següents cinc anys i una pensió vitalícia anual de 1.200 florins.
Es va posar al servei del papa Gregori XI quan el 1375, la República de Florència va entrar en obert conflicte amb els Estats Pontificis en la Guerra dels Vuit Sants, que va acabar amb el retorn del Papa a Roma.
Després de capturar Città di Castello, Hawkwood va viatjar a Faenza el 12 de febrer de 1376, per ordres del governador papal per protegir-se perquè temia la revolta. Mentre era a Faenza, Hawkwood va intentar assetjar la ciutat veïna de Granarola, però es va veure obligat a retirar-se a Faenza. El governador papal va obrir les portes a Hawkwood, qui un cop va entrar va exigir que els habitants es rendissin les armes. Com que el Papa no els va pagar, van saquejar la ciutat. En sentir això, la part contrària, Florència, va subornar a Hawkwood per no lluitar i li va oferir una pensió, així com el perdó per totes les traïcions i malifetes que havia comès contra Florència. Tanmateix, Hawkwood es va quedar amb el Papa.
En 1377 va participar en la massacre de Cesena després de la qual va deixar el servei papal i va començar a treballar amb Milà, Florència i els seus aliats, que li van perdonar el fet d'haver guiat les tropes pisanes contra ells i el van rebatejar amb el nom Giovanni Acuto, va assolir una gran popularitat. Al servei de Climent VII d'Avinyó, amb Sylvester Budes va participar en la massacre de Cesena en 1377.
El 1387, aliat amb Francesc Novello de Carrara, senyor de Pàdua, va derrotar Joan Ordelaffi de Verona a la batalla de Castagnaro.
Va morir a Florència el 1394. Els florentins, a la seva mort, li van retre honors i van encarregar, a la seva memòria, un monument eqüestre pintat al fresc, per Paolo Uccello a la basílica de Santa Maria del Fiore de Florència.